# دانغن جوسون
دانغن جوسون (단군조선 | 檀君朝鮮) هي أول دولة في تاريخ الشعب الكوري, تذكر السجلات القديمة الناجية إلى وقتنا هذا مثل «سامغك يسا» أن دانغن جوسون كانت دولة قديمة كما ذكر كتاب «وي» أن دانغن وانغوم قاد هذه الأمة. بشكل عام, يتم تقسيم فترات تاريخ غوجوسون حسب اسم الحاكم الأول للمملكة وهو هنا يشير إلى دانغن. كما يذكر أن دانغن أسس مملكته وحكمها لأكثر من ألف عام. كما تسمى هذه الدولة باسم جوسون السابقة (전조선 | 前朝鮮) لتفرقتها عن مملكة جوسون.

## التاريخ
قبل تأسس التاريخ الحديث كان تاريخ غوجوسون يعتمد أساساً على اسم الحاكم الأول حيث قسمت إلى ثلاث أقسام وهي دانغن جوسون, وغجا جوسون, وأخيراً ومان جوسون. تم تأسيس دانغن جوسون بوساطة دانغن في سنة مجن (عام 2333 قبل الميلاد) وعاصمتها إما أسادال (아사달 | 阿斯達) أو بيونغيانغ (평양 | 平壤). حكم دانغن لألف سنة حتى سنة كميو (1122 قبل الميلاد) ليصبح دانغن إله الجبل, ثم يسيطر غجا على العرش فيما بعد. على الرغم من أن غجا ترك العرش بعد 164 عاماً في 1286 قبل الميلاد. لا يتم الاعتراف بغجا جوسون في الأوساط الأكاديمية بسبب عدم تصنيفها ضمن تاريخ كوريا حيث سقطت في 194 قبل الميلاد على يد ومان جوسون آخر دولة في فترات تاريخ غوجوسون.
هناك جدال حول ما إذا كانت أراضي دانغن جوسون تقع في الأراضي الشمالية لشبه جزيرة كوريا وتتوسطها بيونغيانغ, أحد الادعاءات كانت أن وقوع أراضيها في شمال شبه الجزيرة الكورية ومقاطعة لياودونغ (بيونغان ومقاطعة هوانغهاي) له بعض التوافق. جادل بعض المؤرخين بخصوص كون «نهر لوان» من أراضي دانغن جوسون. آثار دانغن جوسون (غوجوسون) تتمثل في فخاريات ميسونغليهيونغ بالإضافة إلى خنجر لياونينغ البرونزي حيث وجدت هذه الآثار في الجزء الشمالي من شبه جزيرة كوريا بالإضافة إلى لياونينغ. يجادل البعض بخصوص امتداد الإمبراطورية عبر شبه جزيرة كوريا ومنشوريا.
تعتبر جوسون من أقدم الدول, حيث ذكرت في السجلات الصينية التي تعود للقرن السابع قبل الميلاد 《غوانجا (관자)》. وافتتحت العلاقات مع الصين في فترة الدول المتحاربة في 323 قبل الميلاد, ولكن هجوم يان عليها أفقدها 2000 لي في بداية القرن الثالث. وفي خضم هذه المشكلة نقلت غوجوسون عاصمتها إلى بيونغيانغ. وعند بداية القرن الثاني توحدت الصين على يد تشين شي هوانغ والتي أصبحت تشين والذي احتل جوسون والتي كان يملكها الملك بو. في 194 قبل الميلاد, استسلم الملك جن ليتم بناء ومان جوسون.

## التقييم التاريخي
اعتبرت مملكة جوسون نفسها خليفة لدولة دانغن جوسون ودولة غجا جوسون. حكام دانغن جوسون وغجا جوسون (دانغن وغجا) تم اعتبارهما طائرين محليين (국조 | 國祖) وقدما كقربان خلال تاريخ دانغن جوسون. بعد الاحتلال الياباني لشبه الجزيرة الكورية أنكر المؤرخين وجود دانغن جوسون أو غوجوسون. وقال اليابانيون أن دانغن ودانغن جوسون كانا مجرد أسطورة ورفضوا الاعتراف به كتاريخ. من ناحية أخرى كان هناك بعض الأبحاث الأدبية حول دانغن جوسون وأسطورة دانغن توازي رفض الاعتراف به. المعادون للاستعمار مثل بارك أون سك وشن تشاي هو أكثروا من الكتابة حول دانغن وركزوا على بلد نشأته.
بدأت الدراسات الفعلية حول غوجوسون وأسطورة دانغن في الأكاديميات العلمية بعد الاستقلاق عن اليابان. ولكنهم لم يعترفوا سوى بفترتين دانغن جوسون وومان جوسون بدون اعتبار غجا جوسون. وقال المؤرخون أن دانغن جوسون هي الفترة الواقعة من القرن 23 قبل الميلاد إلى القرن 11 قبل الميلاد, ولكنهم اختلفوا في الدولة التي نشأت بعد ذلك. ومع ذلك فإن الاعتراف بدانغن كحاكم ورمز ديني منتشر في لياونينغ وشمال غرب شبه الجزيرة وفي العديد من القرى والبلدات.

## إشارات
1. ↑  جونغ ياك يونغ (정약용), 《آبانغ غانغ يوكغو (아방강역고)》, في 1811.
2. ↑  شن تشاي هو (신채호),《دوكساشنرون (독사신론)》, في 1908.
3. 1 2  إي دوك إل (이덕일),《غوجوسون هي الحاكمة (고조선은 대륙의 지배자였다)》, في 2006.
4. ↑  آن جونغبوك, 《دونغسا غانغموك》,1778
5. ↑  سونغ هوجونغ, 〈من قناة كي بي إس “ملوك غوجوسون”〉, 《نقد تاريخي》, عام 2000.